# L'era glaciale - La grande caccia alle uova
L'era glaciale - La grande caccia alle uova (Ice Age: The Great Egg-Scapade) è un cortometraggio animato del 2016, diretto da Ricardo Curtis, Steve Martino e Mike Thurmeier e trasmesso negli Stati Uniti il 20 marzo sulla rete televisiva Fox.
È la continuazione del film L'era glaciale 4 - Continenti alla deriva e distribuito in Blu-ray e DVD due settimane dopo. In Italia è uscito solo in DVD il 15 marzo 2017.

## Trama
Nel corto, tre mesi dopo gli eventi del quarto film, Manny e la sua famiglia si preparano a festeggiare insieme la "Pasqua" preistorica. Ellie e Pesca preparano con fatica le decorazioni da sole, Manny e Diego cercano di vedere alcune partite di calcio di diversi animali sul ghiaccio, mentre Crash e Eddie provano a fare degli scherzi divertenti a Pesca, che vuole trascorrere la Pasqua con i suoi amici. Non manca lo sfortunato scoiattolo Scrat, che, dopo essere riuscito a fuggire dal deserto del Nevada scavando sotto terra e viaggiando sotto terra da lì fino alla valle dei protagonisti riuscendo anche a recuperare in qualche modo la sua amata ghianda, perde ancora una volta la sua ghianda anche quando essa diventa un albero. Nel frattempo, Sid decide di organizzare un asilo per prendersi cura dell'uovo della stressata madre Ethel e delle uova dei vari animali suoi amici, con grande disappunto di Manny e Diego.
Intanto uno dei pirati di Capitan Sbudella, il coniglio Sguincio, vive nella sua casa con suo fratello, il buono Clint. Dopo aver recuperato le forze, il pirata rincontra Manny e il suo gruppo e così prepara un piano per avere la sua vendetta per quello che hanno fatto al suo equipaggio in particolare al suo amato Capitan Sbudella. Con grande rabbia chiede loro di costruirgli una nuova nave, senza però ottenere l'aiuto sperato, a causa di quello che aveva combinato tempo prima. Perciò egli ruba le uova a Sid quando si addormenta, costringendo sia il bradipo che i suoi amici a partire ad una missione di salvataggio con l'aiuto di Clint e di una mappa per trovare le uova rubate, che sono state dipinte con svariati colori in modo da camuffarle con quelle di cioccolata. Ma quando sono convinti di aver recuperato tutte le uova, scoprono che l'uovo di Ethel è ancora nelle mani del pirata coniglio, che li minaccia dicendo che se non lo accontenteranno ricostruendo la nave, lui distruggerà l'uovo.
Clint elabora quindi un piano. Attraverso un rocambolesco inseguimento e grazie all'ultimo scherzo di Crash ed Eddie i protagonisti e Clint recuperano l'uovo e sconfiggono Sguincio con estrema facilità mettendolo K.O. Dopo aver riconsegnato l'uovo a Ethel e poco dopo si schiude, ora Manny e la sua famiglia possono finalmente trascorrere la Pasqua insieme felici e contenti, e insieme a Clint che viene rinominato nuovo coniglietto pasquale da Sid.
Nel frattempo un infuriato Sguincio ruba il cesto a slitta di ghiande di Scrat ma si accorge che è inutilizzabile come nave e affonda (probabilmente poi tornerà a casa di sua madre e suo fratello Clint dopo il suo ennesimo fallimento) e Scrat non è in grado di fermarlo perché è caduto prima dell'arrivo del furfante dentro una fontana contenente del cioccolato ed essendo coperto di cioccolato non può raggiungere Sguincio dato che il ciocciolato si indurisce come il cemento.

## Edizione italiana
Il doppiaggio e la sonorizzazione sono stati svolti presso la CDC Sefit Group sotto la direzione di Marco Guadagno, il quale ha anche lavorato ai dialoghi. Le canzoni presenti nel film sono state registrate presso il Trafalgar Studio di Roma sotto la direzione musicale di Ermavilo e Virginia Tatoli. I testi dei brani sono stati adattati da Lorena Brancucci.